# 倍加造镇
倍加造镇，是中华人民共和国山西省大同市云州区下辖的一个乡镇级行政单位。

## 行政区划
倍加造镇下辖以下地区：
倍加造村、任家小村、独树村、谢疃村、东骆驼坊村、西骆驼坊村、解庄村、营坊沟村和郭家窑头村。